# Imma ochrophara
Imma ochrophara är en fjärilsart som beskrevs av Bradley 1962. Imma ochrophara ingår i släktet Imma och familjen Immidae. Inga underarter finns listade i Catalogue of Life.